# Świątynia Westy (Forum Romanum)
Świątynia Westy na Forum Romanum – jedna z najstarszych świątyń Rzymu. Czas jej powstania określany jest na VII w. p.n.e., co jest zgodne z przekazaną przez historyków tradycją, zweryfikowaną przez ostatnie badania archeologiczne.
Świątynia została zbudowana w pobliżu budynku Regii. Była wielokrotnie niszczona przez pożary. Zachowane ruiny są pozostałością świątyni zbudowanej w 191 r. przez cesarzową Julię Domnę, żonę cesarza Septymiusza Sewera. Świątynia z końca II w. zbudowana została na planie koła o średnicy 15,0 m, dach wspierał się na otaczającej budynek kolumnadzie złożonej z 16 kolumn w stylu korynckim. Wnętrze budynku podzielone było na dwie części: w jednej, dostępnej mieszkańcom, płonął wieczny ogień, część druga sanktuarium przeznaczona była na świętości mające zapewnić bezpieczeństwo i pomyślność miasta. Posąg bogini umieszczony był w przedsionku.
W pobliżu świątyni Westy znajdował się Atrium Vestae - dom westalek, kapłanek podtrzymujących wieczny ogień płonący w świątyni.
W 394 r. świątynia została zamknięta na polecenie cesarza Teodozjusza I, który zabronił praktyk religijnych niezwiązanych z chrześcijaństwem.